# Areal Editores

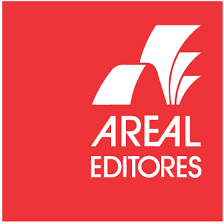

A Areal Editores é uma editora portuguesa, integrada no grupo editorial Porto Editora, com sede no Porto.
É uma editora escolar com propostas na área dos livros escolares e técnicos, materiais didácticos e pedagógicos.